# Pendelbus
Als Pendelbus (englisch shuttle bus) wird die oft zeitlich begrenzte Einrichtung von öffentlichen Busverbindungen in öffentlicher oder privatwirtschaftlicher Trägerschaft bezeichnet, beispielsweise während einer kulturellen Großveranstaltung, deren verschiedene Veranstaltungsstätten zu weit auseinanderliegen, um diese ohne weiteres zu Fuß zu erreichen.

## Struktur
Die Strukturmerkmale eines Pendelbusbetriebs sind unter anderem:
- regelmäßige Hin- und Zurück-Transportverbindungen zu meist festgelegten Zeiten, alternativ auch anlassbezogene Verkehre, so zu Sportstadien oder Musikkonzerten
- unkomplizierte Handhabung, etwa durch Inbegriffensein des Fahrpreises im Veranstaltungsticket (Kombiticket)
- kurzfristige und zeitlich von vornherein begrenzte Einrichtung der Routen

Ein besonderer Fall des Pendelbusverkehrs ist der Pendelverkehr, definiert durch einen pendelnden Personen- und/oder Güterverkehr zwischen zwei Punkten, häufig ohne Zwischenstation. Ein typisches Beispiel für individuelle Fahrtwege im Pendelverkehr sind Vorfeldbusse zwischen Flughafenterminal und Flughafenvorfeld.

## Beispiele

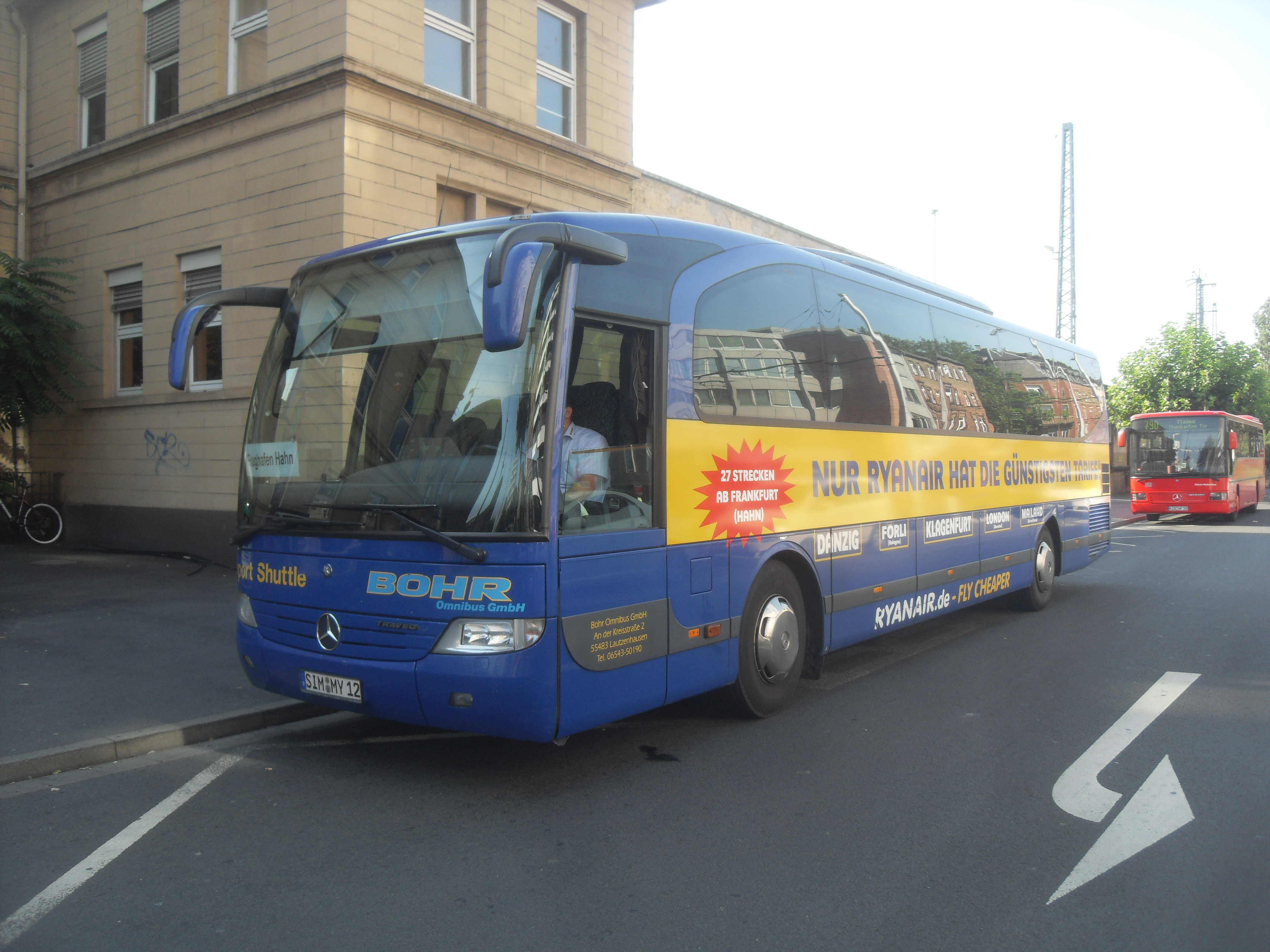
Pendelverkehr zum Flughafen Hahn: Für von größeren Städten und Bahnhöfen abgelegene Flughäfen werden verstärkt Pendelbusse eingesetzt.

Beispiele bieten städteübergreifende Veranstaltungen wie die jährliche ExtraSchicht („Die Nacht der Industriekultur“) des Ruhrgebiets ebenso wie Kirchentage oder Filmfestspiele mit über die ganze Stadt verstreuten Spielstätten. Im Fall des Kurzfilmfestspiels OpenEyes in Marburg wird dadurch die Einbeziehung des atmosphärisch erwünschten naturnahen Spielorts in der Schlossruine Amöneburg zusätzlich zum Stammhaus des Kulturzentrums Café Trauma ermöglicht.
Ein eigenes Verkehrssegment besetzt mittlerweile der Flughafentransfer mittels Pendelbusbetriebs. Dieses Konzept hat sich im Inland wie auch in Urlaubszielorten wie Mallorca fast flächendeckend durchgesetzt (als permanentes Angebot). Während internationaler Messen wird zwischen Flughäfen und den Messearealen häufig zusätzlich ein eigener Messebus-Pendelverkehr angeboten, so in München oder Düsseldorf.
Ein weiteres Beispiel sind Parken-und-Reisen-Systeme (P+R), die zwecks Entlastung der Innenstädte von überbordendem Individualverkehr Pendelbusse zwischen Innenstadt und außerhalb gelegenen Großparkplätzen einrichteten.
Pendelbusse können auch als Teil einer regulären Linie eingesetzt werden, etwa um bestimmte Orte zu erreichen, wenn auf der Hauptstrecke nicht genügend Pufferzeiten vorhanden sind und damit Umsteigemöglichkeiten gefährdet werden. Ein Beispiel ist die Linie 336R (OVAG) zwischen Wipperfürth-Ohl und Kierspe-Rönsahl (als Zubringer für die Linie 336 zwischen Gummersbach und Remscheid-Lennep).

## Sonderfälle und ähnliche Angebote
Einen Sonderfall stellt der Discobus dar. Um Besuchern ein kostengünstiges und vor allem problemloses Erreichen der Diskothek oder einer anderen größeren Abendveranstaltung zu ermöglichen, wurde bereits in vielen Städten und insbesondere in ländlichen Gegenden ein sogenannter Discobus ins Leben gerufen. In der Regel pendelt dieser über die Nacht zwischen Innenstadt und Veranstaltungsort oder bringt zu festgelegten Zeiten die Besucher aus verschiedenen Orten zu einer zentralen Veranstaltung. Das Konzept ist eine gut angenommene Alternative für viele Jugendliche. Problematisch für die Busunternehmen sind in diesem Zusammenhang ein verstärkter Vandalismus und randalierende alkoholisierte Personen, die nicht selten die Mitfahrt eines Sicherheitsdienstes erforderlich machen.
Ähnliche Angebote sind einige Direkt- oder Expressbusse. Diese bedienen auch längere, teilweise überörtliche Verbindungen, beispielsweise zwischen größeren Städten. Die Bedienungskonzepte und Bezeichnungen sind recht unterschiedlich. Als spezielles Merkmal von Pendelbussen können das Hin- und Herpendeln mit Taktfahrplan, kurze Strecken und die meist zeitliche Begrenztheit der Angebote gesehen werden, permanente Angebote erhalten eher die anderen Bezeichnungen. Für Flughafen- oder Messeverbindungen hat sich der Pendelbus durchgesetzt.